# Macedonië op het Eurovisiesongfestival 2006
Macedonië nam deel aan het Eurovisiesongfestival 2006 in Athene, Griekenland. Het was de 6de deelname van het land op het Eurovisiesongfestival. De selectie verliep via het jaarlijkse Skopje Fest, waarvan de finale plaatsvond op 4 maart 2006. MRT was verantwoordelijk voor de Macedonische bijdrage voor de editie van 2005.

## Selectieprocedure
Om de kandidaat te selecteren voor het festival, koos men ervoor om een nationale finale te organiseren, Skopje fest.
Deze vond plaats op 4 maart 2006 in Skopje en er deden 20 artiesten mee aan deze finale.
De winnaar werd gekozen door middel van televoting.

| Volgorde | Lied                    | Artiest                         | Punten | Plaats |
| -------- | ----------------------- | ------------------------------- | ------ | ------ |
| 1        | "Svetlina"              | Bojana Atanasovska              | 435    | 14de   |
| 2        | "Taan i med"            | Eva Nedinkovska                 | 631    | 10de   |
| 3        | "Mala odmazda"          | Bagaz                           | 189    | 19de   |
| 4        | "Zemi se"               | Ibrahim Islamoski               | 1976   | 5de    |
| 5        | "Posle nas"             | Bojana Atanasovska              | 204    | 17de   |
| 6        | "Silna"                 | Kaliopi                         | 1700   | 6de    |
| 7        | "Podaj raka"            | Enedin Bisevac & Daria Ilievska | 456    | 13de   |
| 8        | "Cvet vo postela"       | Natasa Mijatovic                | 1052   | 8ste   |
| 9        | "Ke blesne zrak za nas" | Natasa Gulevska                 | 164    | 20ste  |
| 10       | "Vo mojot son"          | Bojana Atanasovska              | 473    | 12de   |
| 11       | "Ljubov e..."           | Adrijan & Esma                  | 6866   | 2de    |
| 12       | "Ke prespijam na kauc"  | Adnan                           | 316    | 16de   |
| 13       | "Bidi diva"             | Filip Jordanovski               | 202    | 18de   |
| 14       | "More od solzi"         | Lambe Alabakovski               | 5282   | 3de    |
| 15       | "Moja najmila"          | Petar Mehandziski               | 616    | 11de   |
| 16       | "Zlatni zici"           | Dzoksi                          | 2348   | 4de    |
| 17       | "Ninanajna"             | Elena Risteska                  | 6999   | 1ste   |
| 18       | "Koj pat da izberam"    | Maja Odzaklievska               | 982    | 9de    |
| 19       | "Skokotkaj me"          | Arci                            | 528    | 15de   |
| 20       | "Mori mome"             | Panta Rei                       | 1105   | 7de    |

## In Athene
In Griekenland moest Macedonië optreden als 11de in de halve finale, net na Monaco en voor Polen.
Op het einde van de avond bleek dat ze op een 10de plaats waren geëindigd, met 76 punten. Dit was genoeg om de finale te bereiken.
Men ontving 1 keer het maximum van de punten.
België en Nederland gaven geen punten aan deze inzending.
In de finale moesten ze optreden als 11de net na Rusland en voor Roemenië.
Op het einde van de puntentelling bleken ze op een 12de plaats te zijn geëindigd met 56 punten.
België en Nederland gaven geen punten aan deze inzending.

### Gekregen punten

#### Halve Finale
| 12 punten   | 10 punten                                      | 8 punten                                 | 7 punten | 6 punten      |
| ----------- | ---------------------------------------------- | ---------------------------------------- | -------- | ------------- |
| - Albanië   | - Bosnië en Herzegovina - Servië en Montenegro | - Armenië - Kroatië - Slovenië - Turkije |          | - Zwitserland |
| 5 punten    | 4 punten                                       | 3 punten                                 | 2 punten | 1 punt        |
| - Bulgarije |                                                |                                          |          | - Roemenië    |

#### Finale
| 12 punten | 10 punten     | 8 punten                                                 | 7 punten  | 6 punten                         |
| --------- | ------------- | -------------------------------------------------------- | --------- | -------------------------------- |
|           |               | - Bosnië en Herzegovina - Kroatië - Servië en Montenegro | - Armenië | - Bulgarije - Slovenië - Turkije |
| 5 punten  | 4 punten      | 3 punten                                                 | 2 punten  | 1 punt                           |
|           | - Zwitserland | - Albanië                                                |           |                                  |

### Punten gegeven door Macedonië

#### Halve Finale
Punten gegeven in de halve finale:
| 12 punten | Albanië               |
| 10 punten | Bosnië en Herzegovina |
| 8 punten  | Turkije               |
| 7 punten  | Finland               |
| 6 punten  | Bulgarije             |
| 5 punten  | Rusland               |
| 4 punten  | Litouwen              |
| 3 punten  | Slovenië              |
| 2 punten  | Oekraïne              |
| 1 punt    | Zweden                |

#### Finale
Punten gegeven in de finale:
| 12 punten | Bosnië en Herzegovina |
| 10 punten | Kroatië               |
| 8 punten  | Rusland               |
| 7 punten  | Griekenland           |
| 6 punten  | Finland               |
| 5 punten  | Oekraïne              |
| 4 punten  | Turkije               |
| 3 punten  | Litouwen              |
| 2 punten  | Roemenië              |
| 1 punt    | Zweden                |